# Château de Juvigny (Aisne)
Ne doit pas être confondu avec Château de Juvigny ou Château de Juvigny-sur-Seulles.
 (décembre 2023).
Le château de Juvigny est un château de style néogothique situé à Juvigny, en France.
Le monument est situé dans le département de l’Aisne, sur le territoire de la commune de Juvigny, rue Louis Philipon.

## Historique
La tradition attribue la construction du premier château de Juvigny à Jean de Carpentier, conseiller du roi et seigneur du fief de Juvigny, et de son épouse Jeanne-Marie de La Perrière, aux alentours de 1620 (date gravée sur l’une des tourelles et visible avant la destruction du château en 1918). Le château est environné d’un parc de dix hectares clos de murs, comportant à l’origine des jardins dessinés par un élève de Le Nôtre (pièce d’eau encore visible) et une glacière.
Jean-François de Carpentier de Juvigny, mousquetaire du roi, sollicite en 1764 une coupe de bois en forêt de Folembray-Coucy pour le rétablissement du château, ce qui suppose des évolutions par rapport au premier édifice.

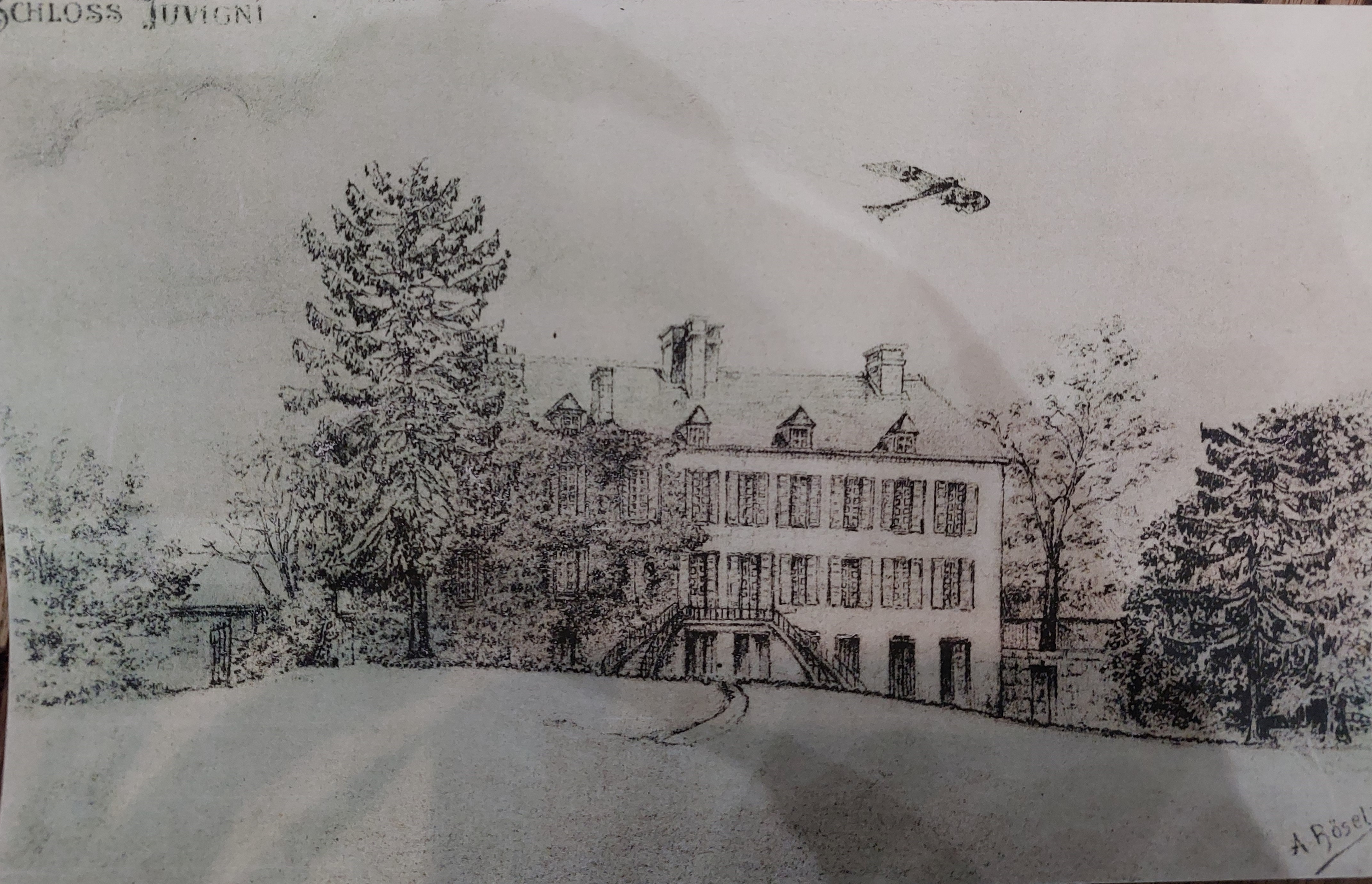
Gravure allemande avant destruction du chateau.

En 1918 le château est entièrement détruit, comme l’ensemble du village de Juvigny, lors de l’offensive allemande de printemps et des combats qui s’ensuivirent dans le secteur.
Le château est reconstruit entre 1926 et 1930, légèrement en retrait de l’actuelle rue Louis Philipon par rapport à l’emplacement du château initial. La reconstruction est entreprise par Marie-Félix Maurice de Carpentier de Juvigny, contre-amiral, et son épouse Marie-Clotilde Le Boucher d´Hérouville, qui en commandent les plans à l’architecte David.
Le château est endommagé lors de la Bataille de l'Ailette (1940), les 6 et 7 juin 1940, alors que le village abrite le poste de commandement du 93e régiment d'infanterie (France) et du 3e bataillon du 23e régiment de marche de volontaires étrangers. Les traces des echanges de tirs sont encore visibles sur les facades sud et ouest.
La famille Carpentier de Juvigny est toujours propriétaire du château.

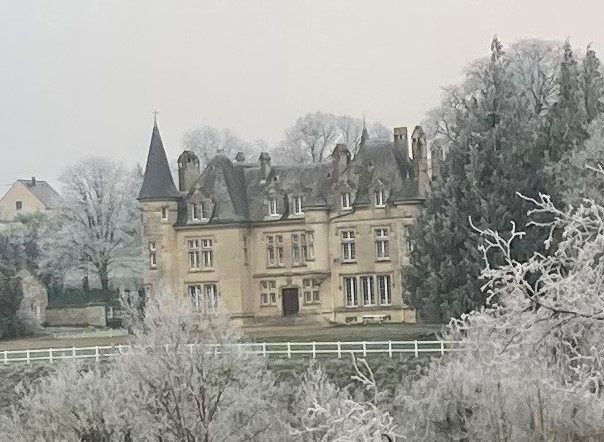
Vue du chateau actuel depuis le parc.

## Description
Reconstruit en pierre de taille sur trois niveaux au-dessus d’une cave, deux pavillons encadrent un logis étroit. Le pavillon de droite est muni au premier étage de deux tourelles cylindriques en encorbellement coiffées de toitures en poivrières, et celui de gauche d’une tourelle d’angle. La façade arrière comporte également une tourelle identique.
Les façades sont éclairées d’ouvertures rehaussées de meneaux, listels et accolades.
Au-dessus de la porte d’entrée figurent les armes de la famille Carpentier de Juvigny : D'azur au chevron d'or accompagné en chef de deux étoiles du même et en pointe d'un croissant d'argent.